# Mieke Boers-Wijnberg
Mieke Helena Ada Boers-Wijnberg (Velsen, 20 februari 1946) is een Nederlands docent en voormalig politicus namens de CHU en na de fusie namens het CDA.
Boers-Wijnberg volgde de lagere school in Santpoort en ging aan het Gymnasium Felisenum in Velsen naar de middelbare school. Hierna studeerde ze economie aan de Universiteit van Amsterdam van 1963 tot 1968. Na haar studie ging ze aan de slag als lerares economie en handelswetenschappen aan het Koningin Wilhelmina College in Culemborg. In 1972 stond ze al als 22e op de kandidatenlijst van de CHU voor de Tweede Kamer, maar het zou duren tot 1986 voor ze toetrad als lid van de Tweede Kamer der Staten-Generaal (namens het CDA).
Boers-Wijnberg voerde als CDA-Tweede Kamerlid het woord over energie- en (internationale) milieuvraagstukken, zoals bij debatten over het Brundtland-rapport, de nota klimaatverandering en het Structuurschema elektriciteitsvoorziening. Ze hield zich als Kamerlid ook bezig met technologie- en wetenschapsbeleid en was ondervoorzitter van de vaste commissie voor de Rijksuitgaven van 30 januari 1990 tot 1 december 1995. Boers-Wijnberg zag freule Wttewaall van Stoetwegen als haar voorbeeld.
Na haar Kamerlidmaatschap werd ze projectleider bij het opzetten van internationale milieu-netwerken in Midden- en Oost-Europa.
- Parlement.com: vg09llontoyg